# 1468 en Angleterre
Chronologie de l'Angleterre
- 1464
- 1465
- 1466
- 1467
- 1468
- 1469
- 1470
- 1471
- 1472

Cette page concerne l'année 1468 du calendrier julien.

## Naissances en 1468
- 7 novembre : Ralph Ogle, 3e baron Ogle
- 21 décembre : William Conyers, 1er baron Conyers
- Date inconnue :
  - Margaret Bryan, gouvernante
  - John Claymond, président du Corpus Christi College d'Oxford
  - Thomas Cornwall, 8e baron de Burford
  - Mary Hungerford, baronne Hastings
  - Humphrey Kynaston, bandit de grand chemin
  - William Lily, grammairien
  - Henry Scrope, 6e baron Scrope de Bolton (en)
  - George Talbot, 4e comte de Shrewsbury

## Décès en 1468
- 10 mai : Richard Scroope, évêque de Carlisle
- 5 octobre : John Wygryme, chanoine de Windsor
- 7 décembre : William Say, doyen de Saint-Paul
- Date inconnue :
  - Thomas Hussey, member of Parliament
  - John Norman, drapier et échevin
  - Ralph Pudsey, chevalier
  - Éléonore Talbot, noble